# Hasle, Århus
För andra betydelser, se Hasle.
Hasle är en stadsdel i Århus i Danmark. Hasle var ursprungligen en by belägen cirka 4 km västnordväst om centrala Århus.
Hasle ingår numera i Århus tätort. Stadsdelen har 23 623 invånare (2017).
Se en stor karta över Århus kommun